# Kirkuk FC
Der Kirkuk Football Club (kurdisch یانه‌ی تۆپی پێی که‌رکووک) ist ein irakischer Sportverein aus Kirkuk. Er spielt in der zweithöchsten Spielklasse im irakischen Fußball, der Iraq Division 1.

## Geschichte
Kirkuk FC wurde 1977 unter dem Namen Wahid Huzairan gegründet.  Die Vereinsfarben sind gelb und schwarz. Die Heimspiele werden im Kirkuk Olympic Stadium ausgetragen, welches bis zu 30.000 Zuschauern Platz bietet. Bis zum Abstieg nach der Saison 2013/14 spielte der Verein in der höchsten Spielklasse im irakischen Fußball, der Iraqi Premier League.

## Bekannte ehemalige Spieler
- Yunis Mahmud (* 1983)